# Паул Льобе
Паул Льобе (на немски: Paul Löbe) е германски политик и борец от съпротивата, участвал в опита за убийство на фюрера Адолф Хитлер от 20 юли 1944 г.

## Биография
Льобе е роден в Лайгниц (днешна Легница) в пруската провинция Силезия. Син е на дърводелец.
За да помага на майка си, през 1898 г. започва работа във вестник Volkswacht в Бреслау. Малко по-късно е назначен за главен редактор, като заема длъжността до 1920 г. Неговата журналистическа работа често му носи неприятности, например, когато призовава читателите да се явят на демонстрация, за да протестират срещу пруския тричленен франчайз. През 1901 г. се жени за Клара Шалер. Льобе е освободен от германската армия и не служи в Първата световна война, поради заболяване на белите дробове.
По време на нацистките години работи в университетското издателство Walter de Gruyter. В края на Втората световна война Льобе се намира в Глатц, откъдето е експулсиран в съответствие с клаузите на Потсдамското споразумение. Той се присъединява към персонала на всекидневника Das Volk и по-късно става съ-издател на Telegraf в Берлин. Той почива в столицата на Западна Германия, Бон и е погребан в Ехренграб в гробището Берлин-Зелендорф.

## Политика
Льобе се присъединява към Германска социалдемократическа партия (ГСДП) през 1895 г., а през 1898 г. създава местен клон на ГСДП в Илменау. През 1899 г. става председател на партията в Средна Силезия и през 1904 г. е избран за градско правителство на Бреслау. Той е член на Ландтага в Силезия от 1915 до 1920 г. По време на Първата световна война той заедно с Карл Либкнехт е известен като "левичар, противник на лидера на ГСДП Фридрих Еберт и политиката на партията.
По време на Германската революция от 1918 – 1919 г., Льобе отказва да се присъедини към Съвета на народните депутати и кабинета на неговия колега канцлер Филип Шийдеман. Вместо това става вицепрезидент на учредителното Народно събрание на Ваймар, а от 1920 до 1933 г. е член на германския Райхстаг, изпълняващ длъжността председател (1920 – 1924 и 1925 – 1932) и заместник-председател (1932 – 1933).
През 1921 г. става член на пруския държавен съвет. Льобе играе жизненоважна роля в преодоляването на различията с депутатите на Независима социалдемократическа партия на Германия. След смъртта на Еберт през 1925 г. той отказва да стане кандидат за ГСДП на президентските избори срещу консерватора Паул фон Хинденбург, задача, изпълнявана от пруския министър-председател Ото Браун, който е победен в първия тур. Льобе е член на организацията Reichsbanner Schwarz-Rot-Gold и за кратко действа като председател на ГСДП в началото на 1933 г., подготвяйки местенето в Прага, преди ГСДП да бъде забранена на 22 юни.
Льобе е затворен от нацистките власти на 23 юни и освободен в края на 1933 г. След заговора от 20 юли 1944 г., той е арестуван поради връзките му с кръга на съпротивата около Карл Фридрих Гьорделер. Льобе е разпитван от Гестапо и депортиран в концентрационния лагер „Грос-Росен“. Заговорниците го определят за председател на Райхстага, факт, който за негово щастие остава скрит.
След Втората световна война той допринася за възстановяването на ГСДП. Льобе е член на Parlamentarischer Rat между 1948 и 1949 г. и заместник-председател на групата на ГСДП. От 1949 до 1953 г. е член на парламента на Западногерманския Бундестаг в Бон. Льобе е най-старият депутат от Бундестага в първия си законодателен мандат, макар че не е избран за член, а е назначен от Сената на Западен Берлин за свой делегат без право на глас. Вторият най-стар член е канцлерът Конрад Аденауер.

## Почетни позиции
От 1949 г. до 1954 г. Льобе е председател на Германския съвет на европейското движение и през 1954 г. става председател на Kuratorium Unteilbares Deutschland. През 1951 г. Льобе е награден с Ордена за заслуги на Федерална Република Германия. През 1955 г. става почетен гражданин на Берлин. Една от новите парламентарни сгради, които обслужват членовете на Бундестага в Берлин, носи името на Льобе.